# گولیونزی
گولیونزی (به ایتالیایی: Guglionesi) یک کومونه در ایتالیا است که در استان کامپوباسو واقع شده‌است.

## خصوصیات
گولیونزی ۱۰۰ کیلومترمربع مساحت و ۵٬۳۱۵ نفر جمعیت دارد و ۳۶۹ متر بالاتر از سطح دریا واقع شده‌است.

## خواهرخوانده
شهر هرتسگ نووی خواهرخواندهٔ گولیونزی هست.